# Етиопија на Летњим олимпијским играма 2024.
Етиопија је учествовала на Летњим олимпијским играма 2024. у Паризу од 26. јула до 11. августа 2024. Од званичног дебија нације 1956. године, етиопски спортисти су се појављивали у сваком издању Летњих олимпијских игара, осим у три наврата: Монтреал 1976. као део бојкота под вођством Конга, Лос Анђелес 1984. као део бојкота Совјетског Савеза и Сеул 1988. као део своје оданости у знак солидарности са Северном Корејом .

## Освајачи медаља
| Медаља | Олимпијац      | Спорт    | Дисциплина        |
| ------ | -------------- | -------- | ----------------- |
| Злато  | Тамират Тола   | Атлетика | Маратон М         |
| Сребро | Бериху Арегави | Атлетика | Мушкарци 10.000 м |
| Сребро | Тсајг Дугума   | Атлетика | Жене 800 м        |
| Сребро | Тигист Асефа   | Атлетика | Маратон Ж         |

## Учесници по спортовима
| Спорт    | Мушкарци | Жене | Укупно |
| -------- | -------- | ---- | ------ |
| Атлетика | 16       | 17   | 33     |
| Пливање  | 0        | 1    | 1      |
| 2 спорта | 16       | 18   | 34     |

## Пливање
| Пливачица           | Дисциплина          | Група | Група   | Полуфинале        | Полуфинале        | Финале            | Финале            |
| Пливачица           | Дисциплина          | Време | Пласман | Време             | Пласман           | Време             | Пласман           |
| ------------------- | ------------------- | ----- | ------- | ----------------- | ----------------- | ----------------- | ----------------- |
| Лина Алемајеху Село | Жене, 50 м слободно | 31.87 | 68      | Није се пласирала | Није се пласирала | Није се пласирала | Није се пласирала |